# Гаджо-Монтано
Гаджо-Монтано (итал. Gaggio Montano) —  коммуна в Италии, располагается в регионе Эмилия-Романья, подчиняется административному центру Болонья.
Население составляет 4760 человек, плотность населения составляет 82 чел./км². Занимает площадь 58 км². Почтовый индекс — 40041. Телефонный код — 0534.
В коммуне 8 сентября особо празднуется Рождество Пресвятой Богородицы.